# Viriola intergranosa
Viriola intergranosa är en snäckart som först beskrevs av Gabriel Marie Joseph Hervier-Basson 1897.  Viriola intergranosa ingår i släktet Viriola, och familjen Triphoridae. Inga underarter finns listade.